# Солдани
Солдани (пол. Sołdany, нім. Soldahnen) — село в Польщі, у гміні Ґіжицько Гіжицького повіту Вармінсько-Мазурського воєводства.
Населення — 199 осіб (2011).

## Демографія
Демографічна структура станом на 31 березня 2011 року:
|          | Загалом | Допрацездатний вік | Працездатний вік | Постпрацездатний вік |
| -------- | ------- | ------------------ | ---------------- | -------------------- |
| Чоловіки | 106     | 26                 | 69               | 11                   |
| Жінки    | 93      | 25                 | 52               | 16                   |
| Разом    | 199     | 51                 | 121              | 27                   |